# Biol
Biol ist eine französische Gemeinde mit 1.536 Einwohnern (Stand: 1. Januar 2022) im Département Isère in der Region Auvergne-Rhône-Alpes. Biol gehört zum Arrondissement La Tour-du-Pin und zum Kanton Le Grand-Lemps. Die Einwohner werden Biolois genannt.

## Geographie
Biol liegt etwa 42 Kilometer nordwestlich von Grenoble. An der östlichen Gemeindegrenze verläuft das Flüsschen Hien. Umgeben wird Biol von den Nachbargemeinden Succieu im Norden und Nordwesten, Torchefelon im Nordosten, Doissin im Osten, Montrevel im Südosten, Belmont im Süden, Eclose-Badinières im Westen und Südwesten sowie Châteauvilain im Nordwesten.
Am Ostrand der Gemeinde führt die Autoroute A48 entlang.

## Bevölkerungsentwicklung
| Jahr                       | 1962 | 1968 | 1975 | 1982 | 1990 | 1999 | 2006 | 2017 |
| -------------------------- | ---- | ---- | ---- | ---- | ---- | ---- | ---- | ---- |
| Einwohner                  | 629  | 644  | 724  | 857  | 1171 | 1434 | 1446 | 1419 |
| Quellen: Cassini und INSEE |      |      |      |      |      |      |      |      |

## Sehenswürdigkeiten
- Kirche Saint-Jean-Baptiste aus dem 19. Jahrhundert
- Kapelle Saint-Paul
- Schlossruine Montmartin

## Gemeindepartnerschaft
Mit der italienischen Gemeinde Izano in der Provinz Cremona (Lombardei) besteht über den Gemeindeverband eine Partnerschaft.